# Route nationale 2 (Madagascar)
La route nationale 2 (RN 2) è una strada statale del Madagascar che collega la capitale Antananarivo a Toamasina, il maggiore porto marittimo dell'isola.
La strada è lunga 369 km, interamente asfaltata, e attraversa le città di Moramanga e Ampitabe.